# فرانسيس بوجري
فرانسيس بوجري  (بالألمانية: Francis Bugri)‏مواليد 9 نوفمبر 1980 في إشفيغه
لاعب كرة قدم ألماني سابق

## روابط خارجية
- فرانسيس بوجري على موقع IMDb (الإنجليزية)
- فرانسيس بوجري على موقع قاعدة بيانات الفيلم (الإنجليزية)
- فرانسيس بوجري على موقع قاعدة بيانات كرة القدم.إي يو (الإنجليزية)
- فرانسيس بوجري على موقع بيانات كرة القدم. دي إي (الألمانية)
- فرانسيس بوجري على موقع عالم كرة القدم.نت (الإنجليزية)